# Lenano
Lenano è una frazione del comune di Campello sul Clitunno (PG).
Il paese si trova a 533 m s.l.m. ed è popolato da 65 persone .

## Storia
Il nome dovrebbe forse derivare da Lenane, per via delle due grandi torri che sono state tagliate in cima.
Nel 1799 qui avvenne lo scontro tra le truppe regolari inviate da Spoleto e quelle banditesche di Bernardo Latini, un ribelle proveniente da Castel San Felice di Vallo di Nera .

## Monumenti e luoghi d'interesse

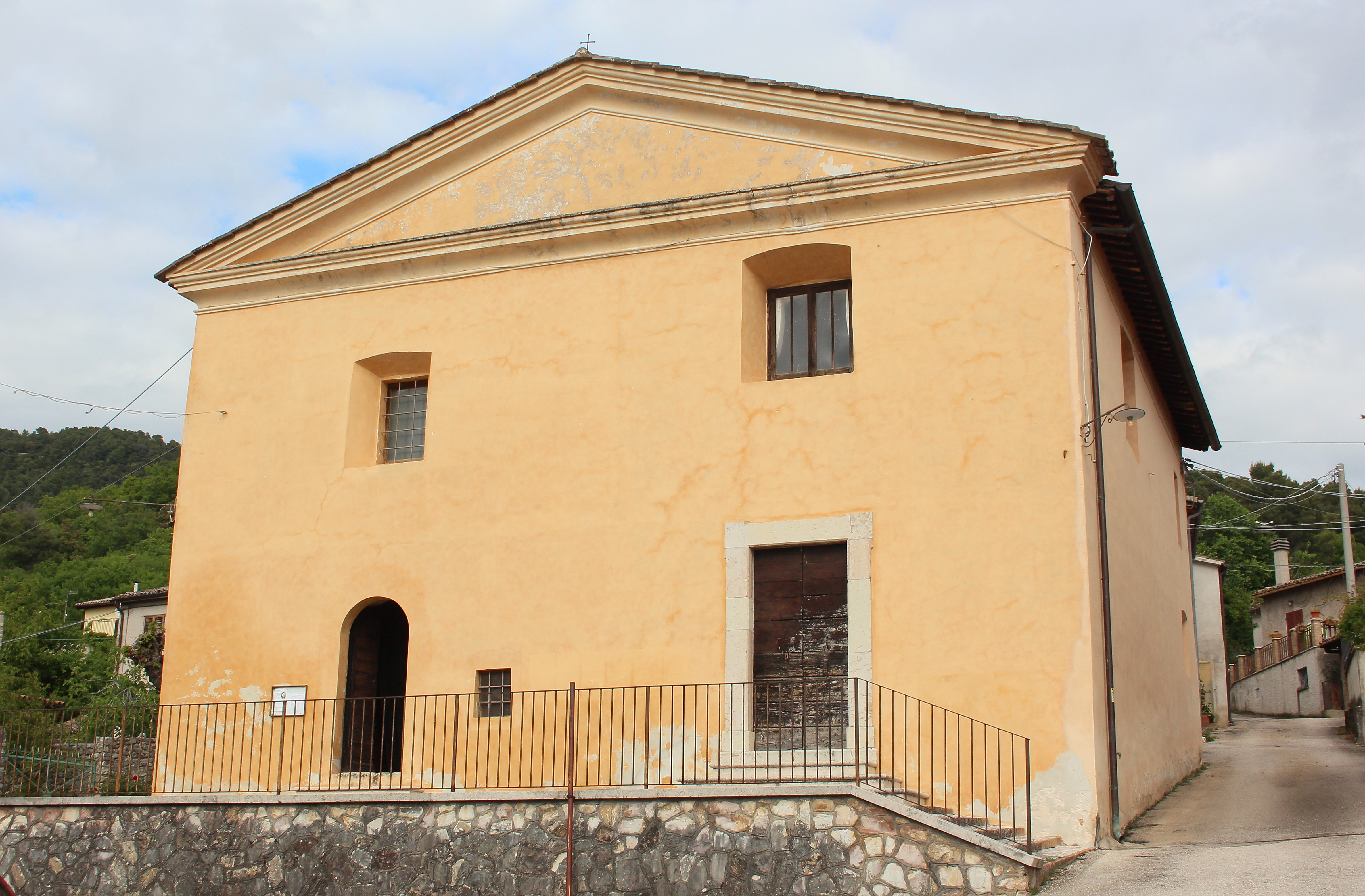
La chiesa di San Lorenzo

Il monumento più importante del paese è rappresentato dalla chiesa di S. Lorenzo. Si tratta di una cappella rurale, di stile romanico, posta lungo il percorso che va da Spoleto al castello di Campello Alto. Probabilmente intorno al XVIII secolo le fu aggettata una nuova chiesa e furono rifatte le facciate.
La parete di fondo è stata affrescata in epoche successive, dapprima nel XII secolo e poi nel '300. Le scene rappresentate sono quelle delle Storie di San Lorenzo e la Crocifissione di Cristo.
Altre scene affrescate si trovano poi sulle pareti laterali, vicino a opere quattrocentesche del Maestro di Eggi o, comunque, di scuola spoletina. Queste ultime sono state restaurate nel 1968.